# Atletismo en los Juegos Paralímpicos de París 2024
El atletismo en los Juegos Paralímpicos de París 2024 se realizó en el Stade de France, ubicado en Saint-Denis, del 30 de agosto al 8 de septiembre de 2024. Las competiciones de maratón se efectuaron en un circuito urbano con punto de partida en el Parc Georges-Valbon y llegada en Los Inválidos.
En total fueron disputadas en este deporte 163 pruebas diferentes, 90 masculinas y 73 femeninas.

## Resultados

### Masculino
| Evento                  | Oro                             | Plata                         | Bronce                          |
| ----------------------- | ------------------------------- | ----------------------------- | ------------------------------- |
| 100 m (T11)             | Athanasios Ghavelas             | Timothee Adolphe              | Di Dongdong                     |
| 100 m (T12)             | Noah Malone                     | Joeferson Marinho De Oliveira | Zachary Shaw                    |
| 100 m (T13)             | Skander Djamil Athmani          | Salum Ageze Kashafali         | Kawakami Shuta                  |
| 100 m (T34)             | Chaiwat Rattana                 | Walid Ktila                   | Austin Smeenk                   |
| 100 m (T35)             | Ihor Tsvietov                   | Artem Kalashian               | Dmitrii Safronov                |
| 100 m (T36)             | James Turner                    | Alexis Sebastián Chávez       | Yang Yifei                      |
| 100 m (T37)             | Ricardo Gomes De Mendoca        | Saptoyogo Purnomo             | Andrei Vdovin                   |
| 100 m (T38)             | Jaydin Blackwell                | Ryan Medrano                  | Juan Alejandro Campas Sánchez   |
| 100 m (T44)             | Mpumelelo Mhlongo               | Yamel Luis Vives Suáres       | Eddy Bernard                    |
| 100 m (T47)             | Petrucio Ferreira Dos Santos    | Korban Best                   | Aymane El Haddaoui              |
| 100 m (T51)             | Cody Fournie                    | Peter Genyn                   | Toni Piispanen                  |
| 100 m (T52)             | Maxime Carabin                  | Marcus Perrineau Daley        | Sato Tomoki                     |
| 100 m (T53)             | Adbulrahman Alqurashi           | Pongsakorn Paeyo              | Ariosvaldo Fernandes Silva      |
| 100 m (T54)             | Juan Pablo Cervantes García     | Athiwat Paeng-Nuea            | Leo Pekka Tahti                 |
| 100 m (T63)             | Ezra Frech                      | Daniel Wagner                 | Vinicius Goncalves Rodrigues    |
| 100 m (T64)             | Sherman Isidro Guity Guity      | Maxcel Amo Manu               | Felix Streng                    |
| 200 m (T35)             | Ihor Tsvietov                   | Dmitrii Safronov              | Artem Kalashian                 |
| 200 m (T37)             | Andrei Vdovin                   | Ricardo Gomes De Mendoca      | Christian Gabriel Luiz Da Costa |
| 200 m (T51)             | Cody Fournie                    | Toni Piispanen                | Peter Genyn                     |
| 200 m (T64)             | Sherman Isidro Guity Guity      | Levi Vloet                    | Mpumelelo Mhlongo               |
| 400 m (T11)             | Enderson German Santos Gonzáles | Timothee Adolphe              | Guillaume Junior Atangana       |
| 400 m (T12)             | Mouncef Bouja                   | Noah Malone                   | Rouay Jebabli                   |
| 400 m (T13)             | Skander Djamil Athmani          | Fukunaga Ryota                | Buinder Brainer Bermúdez Villar |
| 400 m (T20)             | Jhon Sebastián Obando Asprilla  | David José Pineda Mejía       | Yovanni Philippe                |
| 400 m (T36)             | James Turner                    | Wiliam Stedman                | Alexis Sebastián Chávez         |
| 400 m (T37)             | Andrei Vdovin                   | Bartolomeu Da Silva Cháves    | Amen Allah Tissaoui             |
| 400 m (T38)             | Jaydin Blackwell                | Ryan Medrano                  | Juan Alejandro Campas Sánchez   |
| 400 m (T47)             | Aymane El Addaoui               | Ayoub Sadni                   | Thomaz Ruan De Moraes           |
| 400 m (T52)             | Maxime Carabin                  | Sato Tomoki                   | Ito Tomoya                      |
| 400 m (T53)             | Pongsakorn Paeyo                | Brent Lakatos                 | Brian Siemann                   |
| 400 m (T54)             | Dai Yunqiang                    | Athiwat Paeng-Nuea            | Daniel Romanchuk                |
| 400 m (T62)             | Hunter Woodhall                 | Johannes Floors               | Olivier Hendriks                |
| 800 m (T34)             | Austin Smeenk                   | Chaiwat Rattana               | Rheed Mccracken                 |
| 800 m (T53)             | Brent Lakatos                   | Pongsakorn Paeyo              | Brian Siemann                   |
| 800 m (T54)             | Jin Hua                         | Dai Yunqiang                  | Marcel Hug                      |
| 1500 m (T11)            | Yeltsin Jacques                 | Yitayal Silesh Yigzaw         | Julio César Agripino Dos Santos |
| 1500 m (T13)            | Aleksandr Kostin                | Rouay Jebabli                 | Anton Kuliatin                  |
| 1500 m (T20)            | Ben Sandilands                  | Sandro Baessa                 | Michael Brannigan               |
| 1500 m (T38)            | Amen Allah Tissaoui             | Nate Riech                    | Reece Langdon                   |
| 1500 m (T46)            | Aleksandr Iaremchuk             | Michael Roeger                | Antoine Praud                   |
| 1500 m (T54)            | Jin Hua                         | Marcel Hug                    | Dai Yunqiang                    |
| 5000 m (T11)            | Julio César Agripino Dos Santos | Karasawa Kenya                | Yeltsin Jacques                 |
| 5000 m (T13)            | Aleksandr Kostin                | Anton Kuliatin                | Sixto Román Moreta Criollo      |
| 5000 m (T54)            | Daniel Romanchuk                | Marcel Hug                    | Faisal Alrajehi                 |
| Maratón (T12)           | Wajdi Boukhili                  | Alberto Suárez Lazo           | El Amin Chentouf                |
| Maratón (T54)           | Marcel Hug                      | Jin Hua                       | Suzuki Tomoki                   |
| Salto de altura (T47)   | Roderick Townsend-Roberts       | Nishad Kumar                  | Georgii Margiev                 |
| Salto de altura (T63)   | Ezra Frech                      | Sharad Kumar                  | Mariyappan Thangavelu           |
| Salto de altura (T64)   | Praveen Kumar                   | Derek Loccident               | Maciej Lepiato Temurbek Giyazov |
| Salto de longitud (T11) | Di Dongdong                     | Chen Shichang                 | Joan Manar Martínez             |
| Salto de longitud (T12) | Said Najafzade                  | Doniyor Saliev                | Fernando Vázquez                |
| Salto de longitud (T13) | Orkhan Aslanov                  | Isaac Jean-Paul               | Paulo Henrique Andrade Dos Reis |
| Salto de longitud (T20) | Matvei Iakushev                 | Abdul Latif Romly             | Jhon Sebastián Obando Asprilla  |
| Salto de longitud (T36) | Evgenii Torsunov                | Aser Mateus Almeida Ramos     | Oleksandr Lytvynenko            |
| Salto de longitud (T37) | Brian Lionel Impellizzeri       | Samson Opiyo                  | Mateus Evangelista Cardoso      |
| Salto de longitud (T38) | Khetag Khinchagov               | Zhong Huanghao                | José Gregorio Lemos Rivas       |
| Salto de longitud (T47) | Robiel Yankiel Sol Cervantes    | Wang Hao                      | Nikita Kotukov                  |
| Salto de longitud (T63) | Joel De Jong                    | Daniel Wagner                 | Noah Mbuyamba                   |
| Salto de longitud (T64) | Markus Rehm                     | Derek Loccident               | Jarryd Wallace                  |
| Peso (F11)              | Amirhossein Alipour Darbeid     | Mahdi Olad                    | Álvaro del Amo Cano             |
| Peso (F12)              | Elbek Sultonov                  | Volodymyr Ponomarenko         | Roman Danyliuk                  |
| Peso (F20)              | Oleksandr Yarovyi               | Muhammad Ziyad Zolkefli       | Maksym Koval                    |
| Peso (F32)              | Athanasios Konstantinidis       | Aleksei Churkin               | Lazaros Stefanidis              |
| Peso (F33)              | Cai Bingchen                    | Deni Cerni                    | Zakariae Derhem                 |
| Peso (F34)              | Mauricio Valencia               | Azedinne Nouiri               | Ahmad Hindi                     |
| Peso (F35)              | Khusniddin Norbekov             | Hernán Emanuel Urra           | Seyed Aliasghar Javanmardi      |
| Peso (F36)              | Vladimir Sviridov               | Alan Kokoity                  | Dastan Mukashbekov              |
| Peso (F37)              | Kudratillokhon Marufkhujaev     | Ahmed Ben Moslah              | Tolibboy Yuldashev              |
| Peso (F40)              | Miguel Monteiro                 | Battulga Tsegmid              | Garrah Tnaiash                  |
| Peso (F41)              | Bobirjon Omonov                 | Niko Kappel                   | Huang Jun                       |
| Peso (F46)              | Greg Stewart                    | Sachin Sarjerao Khilari       | Luka Bakovic                    |
| Peso (F53)              | Giga Ochkhikidze                | Abdelillah Gani               | Alireza Mokhtari Hemami         |
| Peso (F55)              | Ruzhdi Ruzhdi                   | Zafar Zaker Nebojsa Duric     | Lech Stoltman                   |
| Peso (F57)              | Yasin Khosravi                  | Thiago Paulino Dos Santos     | Hokato Hotozhe Sema             |
| Peso (F63)              | Faisal Sorour                   | Aled Davies                   | Tom Habscheid                   |
| Disco (F11)             | Oney Tapia                      | Hassan Bajoulvand             | Álvaro del Amo Cano             |
| Disco (F37)             | Tolibboy Yuldashev              | Jesse Zesseu                  | Haider Ali                      |
| Disco (F52)             | Rigivan Ganeshamoorthy          | Aigars Apinis                 | Andre Rocha                     |
| Disco (F56)             | Claudiney Batista Dos Santos    | Yogesh Kathuniya              | Konstantinos Tzounis            |
| Disco (F64)             | Jeremy Campbell                 | Akeem Stewart                 | David Blair                     |
| Jabalina (F13)          | Daniel Pembroke                 | Ali Pirouj                    | Ulicer Aguilera Cruz            |
| Jabalina (F34)          | Saeid Afrooz                    | Mauricio Valencia             | Diego Fernando Meneses Medina   |
| Jabalina (F38)          | José Gregorio Lemos Rivas       | Vladyslav Bilyi               | An Dongquan                     |
| Jabalina (F41)          | Navdeep                         | Sun Pengxiang                 | Wildan Nukhailawi               |
| Jabalina (F46)          | Guillermo Varona González       | Ajeet Singh                   | Sundar Singh Gurjar             |
| Jabalina (F54)          | Ivan Revenko                    | Edgar Ulises Fuentes Yánez    | Manolis Stefanoudakis           |
| Jabalina (F57)          | Yorkinbek Odilov                | Muhammet Khalvandi            | Cicero Nobre                    |
| Jabalina (F64)          | Sumit                           | Dulan Kodithuwakku            | Michal Burian                   |
| Club (F32)              | Aleksei Churkin                 | Athanasios Konstantinidis     | Ahmed Mehideb                   |
| Club (F51)              | Dharambir                       | Pranav Soorma                 | Zeljko Dimitrijevic             |

### Femenino
| Evento                  | Oro                            | Plata                              | Bronce                                     |
| ----------------------- | ------------------------------ | ---------------------------------- | ------------------------------------------ |
| 100 m (T11)             | Jerusa Geber Santos            | Liu Cuiqing                        | Lorena Silva Spoladore                     |
| 100 m (T12)             | Omara Durand                   | Oxana Boturchuk                    | Katrin Mueller-Rottgardt                   |
| 100 m (T13)             | Lamiya Valiyeva                | Rayane Soares Da Silva             | Orla Comerford                             |
| 100 m (T34)             | Hannah Cockroft                | Kare Adenegan                      | Lan Hanyu                                  |
| 100 m (T35)             | Zhou Xia                       | Guo Qianqian                       | Preeti Pal                                 |
| 100 m (T36)             | Shi Yiting                     | Danielle Aitchison                 | Veronica Hipolito                          |
| 100 m (T37)             | Wen Xiaoyan                    | Taylor Swanson                     | Jaleen Roberts                             |
| 100 m (T38)             | Karen Tatiana Palomeque Moreno | Lida Maria Manthopoulou            | Darían Faisury Jiménez Sánchez             |
| 100 m (T47)             | Kiara Rodríguez                | Brittni Mason                      | Anna Grimaldi                              |
| 100 m (T53)             | Samantha Kinghorn              | Catherine Debrunner                | Gao Fang                                   |
| 100 m (T54)             | Lea Bayekula                   | Tatyana Mcfadden                   | Amanda Kotaja                              |
| 100 m (T63)             | Martina Caironi                | Karisma Evi Tiarani                | Monica Graziana Contrafatto Ndidikama Okoh |
| 100 m (T64)             | Fleur Jong                     | Kimberly Alkemade                  | Marlene Van Gansewinkel                    |
| 200 m (T11)             | Jerusa Geber Santos            | Liu Cuiqing                        | Lahja Ishitile                             |
| 200 m (T12)             | Omara Durand                   | Alejandra Paola Pérez López        | Simran                                     |
| 200 m (T35)             | Zhou Xia                       | Guo Qianqian                       | Preeti Pal                                 |
| 200 m (T36)             | Shi Yiting                     | Danielle Aitchison                 | Mali Lovell                                |
| 200 m (T37)             | Wen Xiaoyan                    | Nataliia Kobzar                    | Jiang Fenfen                               |
| 200 m (T47)             | Anna Grimaldi                  | Brittni Mason                      | Sasirawan Inthachot                        |
| 200 m (T64)             | Kimberly Alkemade              | Marlene Van Gansewinkel            | Irmgard Bensusan                           |
| 400 m (T11)             | Lahja Ishitile                 | Thalita Vitoria Simplicio Da Silva | He Shanshan                                |
| 400 m (T12)             | Omara Durand                   | Hajar Safarzadeh Ghanderijani      | Oxana Boturchuk                            |
| 400 m (T13)             | Rayane Soares Da Silva         | Lamiya Valiyeva                    | Carolina Duarte                            |
| 400 m (T20)             | Yuliia Shuliar                 | Aysel Onder                        | Deephti Jeevanji                           |
| 400 m (T37)             | Nataliia Kobzar                | Jiang Fenfen                       | Viktoriia Slanova                          |
| 400 m (T38)             | Karen Tatiana Palomeque Moreno | Luca Ekler                         | Lindy Ave                                  |
| 400 m (T47)             | Fernanda Silva                 | Lisbeli Marina Vera Andrade        | María Clara Augusto Da Silva               |
| 400 m (T53)             | Catherine Debrunner            | Samantha Kinghorn                  | Zhou Hongzhuan                             |
| 400 m (T54)             | Lea Bayekula                   | Manuela Schaer                     | Zhou Zhaoqian                              |
| 800 m (T34)             | Hannah Cockroft                | Kare Adenegan                      | Eva Houston                                |
| 800 m (T53)             | Catherine Debrunner            | Samantha Kinghorn                  | Zhou Hongzhuan                             |
| 800 m (T54)             | Manuela Schaer                 | Zhou Zhaoqian                      | Susannah Scaroni                           |
| 1500 m (T11)            | Yayesh Gate Tesfaw             | He Shanshan                        | Louzanne Coetzee                           |
| 1500 m (T13)            | Tigist Gezahagn Menigstu       | Fatima Ezzahra El Idrissi          | Liza Corso                                 |
| 1500 m (T20)            | Barbara Bieganowska-Zajac      | Liudmyla Danylina                  | Antonia Keyla Da Silva Barros              |
| 1500 m (T54)            | Catherine Debrunner            | Samantha Kinghorn                  | Susannah Scaroni                           |
| 5000 m (T54)            | Catherine Debrunner            | Susannah Scaroni                   | Madison de Rozario                         |
| Maratón (T12)           | Fatima Ezzahra El Idrissi      | Meryem En-Nourhi                   | Michishita Misato                          |
| Maratón (T54)           | Catherine Debrunner            | Madison de Rozario                 | Susannah Scaroni                           |
| Salto de longitud (T11) | Asila Mirzayorova              | Zhou Guohua                        | Alba García Falagan                        |
| Salto de longitud (T12) | Oksana Zubkovska               | Sara Martínez                      | Lynda Hamri                                |
| Salto de longitud (T20) | Karolina Kucharczyk            | Zileide Cassiano Da Silva          | Fatma Damla Altin                          |
| Salto de longitud (T37) | Wen Xiaoyan                    | Jaleen Roberts                     | Manon Genest                               |
| Salto de longitud (T38) | Luca Ekler                     | Nele Moos                          | Karen Tatiana Palomeque Moreno             |
| Salto de longitud (T47) | Kiara Rodríguez                | Petra Luteran                      | Bjoerk Kjellmann Noerremark                |
| Salto de longitud (T63) | Vanessa Low                    | Martina Caironi                    | Elena Kratter                              |
| Salto de longitud (T64) | Fleur Jong                     | Marlene Van Gansewinkel            | Beatriz Hatz                               |
| Peso (F12)              | Assunta Legnante               | Safiya Burkhanova                  | Zhao Yuping                                |
| Peso (F20)              | Sabrina Fortune                | Gloria Agblemagnon                 | Poleth Isamar Mendes Sánchez               |
| Peso (F32)              | Anastasiia Moskalenko          | Wanna Helena Brito Oliveira        | Evgeniia Galaktionova                      |
| Peso (F33)              | Wu Qing                        | Gilda Guadalupe Cota Vera          | Svetlana Krivenok                          |
| Peso (F34)              | Zou Lijuan                     | Lucyna Kornobys                    | Saida Amoudi                               |
| Peso (F35)              | Mariia Pomazan                 | Wang Jun                           | Anna Nicholson                             |
| Peso (F37)              | Li Yingli                      | Mi Na                              | Irina Vertinskaya                          |
| Peso (F40)              | Lara Baars                     | Renata Sliwinska                   | Raja Jebali                                |
| Peso (F41)              | Raoua Tlili                    | Kubaro Khakimova                   | Antonella Ruiz Díaz                        |
| Peso (F46)              | Noelle Malkamaki               | Mariia Shpatkivska                 | Holly Robinson                             |
| Peso (F54)              | Gloria Zarza Guadarrama        | Elizabeth Gomes                    | Nurkhon Kurbanova                          |
| Peso (F57)              | Safia Djelal                   | Xu Mian                            | Nassima Saifi                              |
| Peso (F64)              | Yao Juan                       | Arelle Middleton                   | Yang Yue                                   |
| Disco (F11)             | Zhang Liangmin                 | Assunta Legnante                   | Xue Enhui                                  |
| Disco (F38)             | Simone Kruger                  | Li Yingli                          | Xiomara Saldarriaga Hernández              |
| Disco (F41)             | Raoua Tlili                    | Youssra Karim                      | Estefany Gisela López Macas                |
| Disco (F53)             | Elizabeth Gomes                | Onidani Keiko                      | Zoia Ovsii                                 |
| Disco (F55)             | Érica María Castano Salazar    | Dong Feixia                        | Rosa María Guerrero Cazares                |
| Disco (F57)             | Nassima Saifi                  | Xu Mian                            | Mokhigul Khamdamova                        |
| Disco (F64)             | Yang Yue                       | Yao Juan                           | Osiris Aneth Machado Plata                 |
| Jabalina (F13)          | Zhao Yuping                    | Anna Kulinich-Sorokina             | Natalija Eder                              |
| Jabalina (F34)          | Zou Lijuan                     | Zuo Caiyun                         | Dayna Crees                                |
| Jabalina (F46)          | Naibys Daniela Morillo Gil     | Shahinakhon Yigitalieva            | Hollie Arnold                              |
| Jabalina (F54)          | Nurkhon Kurbanova              | Flora Ugwunwa                      | Elham Salehi                               |
| Jabalina (F56)          | Diana Krumina                  | Raissa Rocha Machado               | Lin Sitong                                 |
| Club (F32)              | Maroua Ibrahmi                 | Parastoo Habibi                    | Giovanna Boscolo Castilho Goncalv          |

### Mixto
| Evento    | Oro                                             | Plata                                                               | Bronce                                                                                 |
| --------- | ----------------------------------------------- | ------------------------------------------------------------------- | -------------------------------------------------------------------------------------- |
| 4 x 100 m | China Wang Hao Zhou Guohua Hu Yang Wen Xiaoyang | Reino Unido Samantha Kinghorn Ali Smith Jonnie Peacock Zachary Shaw | Estados Unidos Tatyana McFadden Hunter Woodhall Noah Malone Korban Best Taylor Swanson |

## Medallero
País organizador (Francia) 
| Núm. | País                                           | Oro | Plata | Bronce | Total |
| ---- | ---------------------------------------------- | --- | ----- | ------ | ----- |
| 1    | República Popular China (CHN)                  | 21  | 22    | 16     | 59    |
| 2    | Atletas Paralímpicos Neutrales (NPA)           | 11  | 6     | 10     | 27    |
| 3    | Estados Unidos (USA)                           | 10  | 14    | 14     | 38    |
| 4    | Brasil (BRA)                                   | 10  | 11    | 15     | 36    |
| 5    | Ucrania (UKR)                                  | 8   | 6     | 5      | 19    |
| 6    | Uzbekistán (UZB)                               | 8   | 4     | 4      | 16    |
| 7    | Suiza (SUI)                                    | 7   | 4     | 2      | 13    |
| 8    | Reino Unido (GBR)                              | 6   | 8     | 4      | 18    |
| 9    | Colombia (COL)                                 | 6   | 1     | 9      | 16    |
| 10   | Países Bajos (NED)                             | 5   | 4     | 3      | 12    |
| 11   | Túnez (TUN)                                    | 5   | 3     | 3      | 11    |
| 12   | Canadá (CAN)                                   | 5   | 3     | 1      | 9     |
| 13   | Cuba (CUB)                                     | 5   | 1     | 1      | 7     |
| 14   | India (IND)                                    | 4   | 6     | 7      | 17    |
| 15   | Italia (ITA)                                   | 4   | 3     | 1      | 8     |
| 16   | Bélgica (BEL)                                  | 4   | 1     | 1      | 6     |
| 17   | Argelia (ALG)                                  | 4   | 0     | 3      | 7     |
| 18   | Marruecos (MAR)                                | 3   | 6     | 4      | 13    |
| 19   | Irán (IRI)                                     | 3   | 6     | 3      | 12    |
| 20   | Australia (AUS)                                | 3   | 2     | 6      | 11    |
| 21   | Azerbaiyán (AZE)                               | 3   | 1     | 0      | 4     |
| 22   | Tailandia (THA)                                | 2   | 5     | 1      | 8     |
| 23   | Grecia (GRE)                                   | 2   | 2     | 3      | 7     |
| 24   | México (MEX)                                   | 2   | 2     | 2      | 6     |
| 24   | Polonia (POL)                                  | 2   | 2     | 2      | 6     |
| 26   | Venezuela (VEN)                                | 2   | 2     | 0      | 4     |
| 27   | Etiopía (ETH)                                  | 2   | 1     | 0      | 3     |
| 28   | Ecuador (ECU)                                  | 2   | 0     | 3      | 5     |
| 29   | Sudáfrica (RSA)                                | 2   | 0     | 2      | 6     |
| 30   | Costa Rica (CRC)                               | 2   | 0     | 0      | 2     |
| 31   | Alemania (GER)                                 | 1   | 3     | 4      | 8     |
| 32   | Nueva Zelanda (NZL)                            | 1   | 3     | 4      | 8     |
| 33   | Argentina (ARG)                                | 1   | 2     | 3      | 6     |
| 34   | Hungría (HUN)                                  | 1   | 2     | 0      | 3     |
| 35   | Portugal (POR)                                 | 1   | 1     | 1      | 3     |
| 36   | Letonia (LAT)                                  | 1   | 1     | 0      | 2     |
| 37   | Kuwait (KUW)                                   | 1   | 0     | 1      | 2     |
| 37   | Namibia (NAM)                                  | 1   | 0     | 1      | 2     |
| 39   | Bulgaria (BUL)                                 | 1   | 0     | 0      | 1     |
| 39   | Georgia (GEO)                                  | 1   | 0     | 0      | 1     |
| 39   | Arabia Saudita (KSA)                           | 1   | 0     | 0      | 1     |
| 42   | Japón (JPN)                                    | 0   | 4     | 5      | 9     |
| 43   | España (ESP)                                   | 0   | 3     | 4      | 7     |
| 44   | Francia (FRA)                                  | 0   | 3     | 2      | 5     |
| 45   | Dinamarca (DEN)                                | 0   | 2     | 1      | 3     |
| 45   | Malasia (MAS)                                  | 0   | 2     | 1      | 3     |
| 45   | Turquía (TUR)                                  | 0   | 2     | 1      | 3     |
| 48   | Indonesia (INA)                                | 0   | 2     | 0      | 2     |
| 49   | Finlandia (FIN)                                | 0   | 1     | 3      | 4     |
| 50   | Croacia (CRO)                                  | 0   | 1     | 1      | 2     |
| 50   | Serbia (SRB)                                   | 0   | 1     | 1      | 2     |
| 52   | Kenia (KEN)                                    | 0   | 1     | 0      | 1     |
| 52   | Mongolia (MGL)                                 | 0   | 1     | 0      | 1     |
| 52   | Nigeria (NGR)                                  | 0   | 1     | 0      | 1     |
| 52   | Noruega (NOR)                                  | 0   | 1     | 0      | 1     |
| 52   | Sri Lanka (SRI)                                | 0   | 1     | 0      | 1     |
| 52   | Trinidad y Tobago (TTO)                        | 0   | 1     | 0      | 1     |
| 58   | Irak (IRQ)                                     | 0   | 0     | 2      | 2     |
| 59   | Austria (AUT)                                  | 0   | 0     | 1      | 1     |
| 59   | Irlanda (IRL)                                  | 0   | 0     | 1      | 1     |
| 59   | Jordania (JOR)                                 | 0   | 0     | 1      | 1     |
| 59   | Kazajistán (KAZ)                               | 0   | 0     | 1      | 1     |
| 59   | Luxemburgo (LUX)                               | 0   | 0     | 1      | 1     |
| 59   | Mauricio (MRI)                                 | 0   | 0     | 1      | 1     |
| 59   | Pakistán (PAK)                                 | 0   | 0     | 1      | 1     |
| 59   | Equipo Paralímpico de Atletas Refugiados (RPT) | 0   | 0     | 1      | 1     |